# 児島美ゆき
児島 美ゆき（こじま みゆき、1952年〈昭和27年〉3月23日 - ）は、日本の女優、歌手。1970年までは、芸名児島 みゆきとして活動。東京都小金井市出身。血液型、O型。オフィスぴろっと所属。

## 来歴・人物
武蔵野市立第一小学校、武蔵野市立第一中学校、中野文園高等学校（現・大妻中野高等学校）卒業。
13歳から東映児童研修所に通う。小倉一郎と片山由美子は研修所の同期で、映画『新・ハレンチ学園』で児島の後、二代目柳生十兵衛を演じた渡辺やよいらも同研修所で一緒だった。
14歳で研修所の子役で結成されたコーラスグループ（ヤング・フレッシュ）に選ばれ、「仮面の忍者赤影」や「ひょっこりひょうたん島」などを歌っていた。1968年、長編アニメ映画『アンデルセン物語』に声優として出演。
東映児童研修所は日活での子役出演も多く、よくオーディションもあり、1970年高校三年のとき、進学か就職かで迷っているとき、映画『ハレンチ学園』のオーディションを受け合格。人気漫画だった『ハレンチ学園』は日活末期に全4作が製作され、3作にて主演の十兵衛こと柳生みつ子役でデビュー。テレビドラマ『ハレンチ学園』（東京12チャンネル）においても柳生みつ子役を演じ、一躍「セクシータレント」として脚光を浴び、人気を得た。ドラマ版『ハレンチ学園』は、最高視聴率32％を記録し、2017年現在もテレビ東京の歴代ドラマの最高視聴率で、「ドーハの悲劇」として知られる1993年Wカップ・アジア地区最終予選日本対イラク戦中継までは、同局の歴代最高視聴率番組だったといわれる。なお、このハレンチ学園本編のパンチラシーンなどで見える白い下着のパンツは、自前であったと話している。「衣装（係）さんは用意してくれないし、自分はまだ子供だったから頼むことも出来なかった」とのことだったという。
映画『ハレンチ学園』が公開されたとき、何かの間違いで"児島みゆき"と平仮名で"みゆき"とポスター等に書かれて驚いた。新人なのでクレームを付ける訳にはいかずそのまま黙っていたら、映画版は全て"児島みゆき"と書かれた。本名を大事にしており、自分自身は最初から"児島美ゆき"で、一度も改名したことはないと話していた。
ドラマ「北の国から」に出演したこごみ役の児島を気に入った高倉健が、親交のある脚本家・倉本聰を介して会うことになり、それが縁で1983年夏から300日ほど半同棲の状態で交際していたが、マスコミに公表されそうになる直前に別れている。
2017年、「有吉反省会」の企画で一時的にではあるが、芸名を「ぱいぱい美ゆき」に変更した。

## 出演

### 映画
- アンデルセン物語（1968年、東映動画） - 子鼠[11]
- ハレンチ学園（1970年、日東プロ・ピロ企画）-十兵衛（柳生みつ子）
- ハレンチ学園 身体検査の巻（1970年、日活）-十兵衛（柳生みつ子）
- ハレンチ学園 タックルキスの巻（1970年、日活）-十兵衛（柳生みつ子）
- 喜劇女子学生 華やかな挑戦（1975年、松竹）‐武内ユカリ
- にっぽん美女物語 女の中の女（1975年、松竹）-鯉千代
- おしゃれ大作戦（1976年、東宝）-赤垣げん子
- 霧の旗（1977年、東宝） - 河原信子
- トラック野郎・一番星北へ帰る（1978年、東映） - 佐倉潔子（婦人警官）
- 博多っ子純情（1978年、松竹）-ホステス役
- '80アニメーション ザ・ベストテン（1980年、東映）-司会
- 男はつらいよ 花も嵐も寅次郎（1982年、松竹）-ゆかり
- “BLOW THE NIGHT!” 夜をぶっとばせ（1983年、ジョイパックフィルム）-木戸真由美
- あなただけグッドナイト あゝ伝次郎（1985年、イーグルズ・カンパニー）－鍵の女
- 不倫（1986年、にっかつ）-瀬島悦子
- よるべなき男の仕事・殺し（1991年、アルゴプロジェクト）₋八木弘子
- 激しい季節（1998年、ケイエスエス）₋山村順子
- 日本極道史 野望の軍団（1999年、ミュージアム）₋浦上タエ
- 惨劇館 夢子（2002年、フルメディア）-奥矢道代
- 笑顔の向こうに（2019年、日本歯科医師会）

### テレビドラマ
- 特別機動捜査隊 第292話 「青春の追憶」（1967年、NET / 東映）
- ゴールドアイ 第4話「逃亡者の子守唄」（1970年、日本テレビ / 東映） - チコ
- ハレンチ学園（1970年、12ch / 日活） - 十兵衛（柳生みつ子）
- ワンパク番外地（1971年、12ch / 日活） - みゆき
- 銭形平次 第283話「おかめとひょっとこ」（1971年、フジテレビ / 東映） - お千代
- 女はつらいよ（1971年、TBS）
- コートにかける青春（1971年 - 1972年、フジテレビ / 東宝）- 田中友子
- 決めろ!フィニッシュ （1972年、TBS / 東宝）- 井川啓子
- 荒野の素浪人（NET / 三船プロ）
  - 第1シリーズ 第28話「怒濤 若狭峠の黒い罠」（1972年）
  - 第2シリーズ 第33話「けもの罠」（1974年）
- 飛び出せ! 青春 第24話「校長! あなたまでがそんなことを!?」（1972年、日本テレビ / 東宝）
- アイちゃんが行く! 第7話「飛驒で拾ったヘンなヤツ」（1972年 - 1973年 フジテレビ / 大映テレビ）- 大津妙子
- へんしん!ポンポコ玉（1973年、TBS / 国際放映）- 春野夏子
- GO!GOスカイヤー 大空の勇者 第12話「じゃじゃ馬騒動記」（1973年、フジテレビ / 大映テレビ）
- 走れ!ケー100 第11話「お百度まいりの石段登れ!」（1973年、TBS / C.A.L） - 舞妓さん
- ぼくは叔父さん（1973年 - 1974年、日本テレビ）
- 銀河テレビ小説（NHK総合）
  - 黄色い涙（1974年） - 時江
  - かぐわしき日々の歌（1983年1月31日 - 2月25日） - 芦川祥子
  - 男が家を出るとき（1985年） - 西村玲子
- 水曜劇場 / 寺内貫太郎一家 第7話（1974年、TBS） - 春菊
- Gメン'75（TBS / 東映）
  - 第8話「裸の町」（1975年） - 郁代
  - 第24話「二人組警官ギャング」（1975年） - 北見政子
  - 第36話「女刑事を襲った男」（1976年） - 藤原ノブオの姉
  - 第53話「殺人ドライブの謎」（1976年） - ゆかり
  - 第89話「警視庁拳銃盗難事件」（1977年）
  - 第181話「宮の森交番21時の出来事」（1978年） - おしかけ女
  - 第189話「危機一髪! お年玉爆弾カメラ」（1979年） - 加納弘美
  - 第216話「口裂け女連続殺人事件」（1979年） - 安代
  - 第231話「危機一髪! 車椅子の女刑事」（1979年） - 今田ミキ
  - 第247話「午前0時の漂流死体」（1980年） - 江口裕美
  - 第255話「女が掘った落し穴」（1980年） - 藤川靖代
  - 第286話「スカート切り裂き魔」（1980年） - 五味照代
  - 第305話「ノーパン喫茶殺人事件」（1981年） - 水野礼子
- うしろの正面（1975年、NET） - いづみ
- 十手無用 九丁堀事件帖（1975年 - 1976年、日本テレビ / 東映） - おしん
- 水戸黄門 第7部 第13話「泣くなわらしっこ -秋田-」（1976年8月16日、TBS / C.A.L） - おせつ
- 泣かせるあいつ（1976年、日本テレビ）
- 横溝正史シリーズ / 悪魔が来りて笛を吹く（1977年、毎日放送 / 東宝） - すみ
- ポーラテレビ小説 / 文子とはつ（1977年 - 1978年、TBS） - 宮子
- 西遊記 第24話「火焔山!! 芭蕉扇の愛」（1978年、日本テレビ / 国際放映） - 羅刹女
- 西遊記II 第1話「再出発 天竺への道」（1979年、日本テレビ / 国際放映）- 悠明
- そば屋梅吉捕物帳 第13話「涙雨殺し人別帳」（1979年、12ch / 国際放映） - 娼婦
- 必殺仕事人 第41話「織技重ね裏返し」（1980年、朝日放送 / 松竹） - お志乃
- 鉄道公安官 第35話「ちびっこ大捜査線!」（1980年、テレビ朝日 / 東映） - 元美
- 土曜ワイド劇場（テレビ朝日）
  - 華やか死体・赤い花は殺人予告（1980年）
  - 京都妖怪地図3 「鳥辺山に棲む800歳の女子大生」（1985年）
  - タクシードライバーの推理日誌8 「愛と死の殺人迷路」（1998年）
  - 西村京太郎トラベルミステリー37 「山形新幹線つばさの女」（2002年）
- ウルトラマン80 第29話「怪獣帝王の怒り」（1980年、TBS / 円谷プロ） - 友江（平和女子大学講師）
- ドラマ人間模様 / 愛が裁かれるとき（1980年、NHK総合）
- 東芝日曜劇場 / 遠くはなれて子守唄（1980年、HBC制作・TBS）
- 斬り捨て御免! 第1シリーズ　第18話「女たちの仇討ち無情」（1980年、12ch / 歌舞伎座テレビ） - おちか
- 振り袖御免 江戸芙蓉堂医館（1981年、フジテレビ / 東宝） - 小染
- 俺はおまわり君 （1981年、日本テレビ / ユニオン映画) - 大山みち子
- 北の国から（フジテレビ） - こごみ
  - 北の国からテレビ連続シリーズ(1981年 - 1982年)
  - 北の国から、84夏(1984年)
  - 北の国から、92巣立ち(1992年)
- 太陽にほえろ! 第502話「癖」（1982年、日本テレビ / 東宝） - 須藤町子
- 特捜最前線 第293話「木枯しの街で!」（1982年、テレビ朝日 / 東映）
- ガラスの知恵の輪（1982年、毎日放送） - チャラ
- 大奥 第42話「少女たちの不良白書」（1984年、関西テレビ / 東映） - おりき
- 新・女捜査官 第3話「ビニ本モデル・殺しの子守唄」（1983年、テレビ朝日）
- 風の中のあいつ（1984年、日本テレビ）
- 毎度おさわがせします（1985年、TBS） - 佐野倉昌代
- スケバン刑事（1985年、フジテレビ / 東映） - 高木町子
- 女ふたり捜査官 第9話「プロポーズの甘いワナ」（1986年、朝日放送 / テレパック）
- 銭形平次 第17話「あぶない親子」（1987年、日本テレビ / ユニオン映画）
- 裸の大将 第33話「清の三泊四日五島の旅」（1989年、関西テレビ / 東阪企画） - 花枝
- 七人の女弁護士 第1シリーズ 第6話「美人外科医の完全犯罪! 暴かれたスキャンダル」（1991年、テレビ朝日 / PDS） - 浦沢かずこ
- 火曜サスペンス劇場（日本テレビ）
  - 家族の選択（1983年） - 金沢真矢
  - 「朝比奈周平ミステリー1」（1991年） - 梶原清美
  - 検事・霞夕子18 「心の天使」（2001年）
  - 警視庁鑑識班14（2002年） - スナックのママ
- はぐれ刑事純情派 第8シリーズ 第24話「死者からの手紙！陽気な未亡人」（1995年、テレビ朝日 / 東映） - 水野光恵
- ドラマ新銀河 / 拝啓自治会長殿（1995年、NHK総合）
- 新・半七捕物帳（1997年、NHK総合） - お国 ※都合により、未放送
- ウルトラマンティガ 第26話「虹の怪獣魔境」（1997年、毎日放送 / 円谷プロ） - 馬場ミユキ
- はみだし刑事情熱系 第2シリーズ 第11話「首都圏大パニック! 不連続殺人予告の謎!?」（1997年、テレビ朝日 / 東映） - 松沢敏子
- 美少女新世紀 GAZER（1998年、ANB）
- どんど晴れ 第130話 - 第132話（2007年、NHK総合） - 前田朋子
- ハンチョウ〜神南署安積班〜 第3シリーズ 第1話（2010年、TBS） - 基金の女性スタッフ 役
- 検事・霞夕子6（2014年） - 黒田敏江
- やすらぎの刻～道[12]（2019年） - 後家（佐野ゆず） 役

### バラエティ
- TVジョッキー （1971年 - 1976年、日本テレビ） - 初代アシスタント
- 日米対抗ローラーゲーム （1972年 - 1975年9月、12ch）
- ベスト30歌謡曲 （1973年10月 - 1974年9月、NET）
- 木曜スペシャル （ユリ・ゲラー特集）（1974年、日本テレビ）
- きんきんギラギラ大放送 （1975年、12ch） - 『ギラギラ』というニックネームでDJを担当
- 迷路でデート! （1976年 - 1977年、12ch）
- あの人は今!? （日本テレビ）
- 有吉反省会 （2017年 日本テレビ）

### その他
- 世界一への挑戦 南北アメリカ大陸縦断（1984年、テレビ東京） - ナレーター
- 行け！あひるお姉さん（2018年、新潟放送） - ナレーター
- 平成最後の行け！あひるお姉さん（2019年、オリジナルDVD） - ナレーター

### ラジオ
- 歌謡大行進（1971年 - 1972年、文化放送） - 木曜パーソナリティー
- 全国歌謡ベストテン（文化放送）
- 新宿の街から（文化放送）
- 昌幸・美ゆきのチャレンジリクエスト（ニッポン放送）

## ディスコグラフィ

### シングル
| 発売日           | 面               | タイトル                   | 作詞             | 作曲             | 編曲             | 規格             | 規格品番         |
| クラウンレコード | クラウンレコード | クラウンレコード           | クラウンレコード | クラウンレコード | クラウンレコード | クラウンレコード | クラウンレコード |
| ---------------- | ---------------- | -------------------------- | ---------------- | ---------------- | ---------------- | ---------------- | ---------------- |
| 1969年9月1日     | A                | アポロ宇宙船               | 関沢新一         | 岩河三郎         | 岩河三郎         | EP               | MW-17            |
| 1969年9月1日     | B                | あたりまえのうた           | おうちやすゆき   | 岩河三郎         | 岩河三郎         | EP               | MW-17            |
| 1970年12月25日   | A                | どういうわけか             | 大矢弘子         | 中川博之         | 土持城夫         | EP               | CW-1113          |
| 1970年12月25日   | B                | こっちを向いて             | 大矢弘子         | 中川博之         | 土持城夫         | EP               | CW-1113          |
| 1971年6月25日    | A                | ワンパク番外地             | 北原たけし       | 山本直純         | たかしまあきひこ | EP               | CW-1157          |
| 1971年6月25日    | B                | ワンパク兄弟分             | たかばたけし     | 山本直純         | たかしまあきひこ | EP               | CW-1157          |
| 1971年9月25日    | A                | 美ゆきの愛のサンバ         | 原千雅子         | 中川博之         | 土持城夫         | EP               | CW-1183          |
| 1971年9月25日    | B                | 恋をしたのよママ           | 大篠環           | 中川博之         | 土持城夫         | EP               | CW-1183          |
| 1972年2月25日    | A                | さよならを追いかけて       | 笠井継程         | 中川博之         | 小杉仁三         | EP               | CW-1217          |
| 1972年2月25日    | B                | 花の装い                   | 杉本好美         | 中川博之         | 小杉仁三         | EP               | CW-1217          |
| キングレコード   |                  |                            |                  |                  |                  |                  |                  |
| 1974年5月25日    | A                | 恋はかけひき               | 有馬三恵子       | 川口真           | 川口真           | EP               | BS-1830          |
| 1974年5月25日    | B                | 気になる仔猫ちゃん         | 有馬三恵子       | 川口真           | 川口真           | EP               | BS-1830          |
| 1974年10月25日   | A                | あなたの部屋で             | 荒木とよひさ     | 川口真           | 川口真           | EP               | BS-1894          |
| 1974年10月25日   | B                | シャンパン小唄             | 有馬三恵子       | 川口真           | 川口真           | EP               | BS-1894          |
| Aicel Music      |                  |                            |                  |                  |                  |                  |                  |
| 2022年3月23日    | -                | Gypsophila（ジプソフィラ） | MIYU             | TakaYuki         | TakaYuki         | 配信             | AMCD-003         |

#### 非売品
| 発売日 | 面 | タイトル         | 作詞       | 作曲     | 編曲     | 規格 | 規格品番 |
| ------ | -- | ---------------- | ---------- | -------- | -------- | ---- | -------- |
| 1972年 | A  | 昼下がりの街     | 中山大三郎 | 鎌田大吾 | 鎌田大吾 | EP   | PRS-256  |
| 1972年 | B  | 海辺のマドリガル | 中山大三郎 | -        | -        | EP   | PRS-256  |

### アルバム

#### ベスト・アルバム
| 発売日       | アルバム | レーベル | 規格 | 規格品番   |
| ------------ | --- | -------- | ---- | ---------- |
| 2007年6月6日 | 児島美ゆき70': コンプリート シングルコレクション 1. どういうわけか 2. こっちを向いて 3. ワンパク番外地 4. ワンパク兄弟 5. 美ゆきの愛のサンバ 6. 恋をしたのママ 7. さよならを追いかけて 8. 花の装い 9. 恋はかけひき 10. 気になる仔猫ちゃん 11. あなたの部屋で 12. シャンパン小唄 13. アポロ宇宙船 14. 海辺のマドリガル | BRIDGE   | CD   | BRIDGE-101 |

#### オムニバス・アルバム
- 魅惑のムード☆秘宝館（2000年、日本コロムビア、GSD-6901-6906） -「どういうわけか」
- 魅惑のムード☆秘宝館～弐之館（2007年6月16日） -「どういうわけか」「恋はかけひき」「気になる仔猫ちゃん」収録。

## 書籍

### 写真集
- 週刊プレイボーイ特別編集「あなたに、晴れてる」（1982年12月5日、小学館） -　写真撮影：加納典明。
- 「陽炎／KAGEROU」（2003年7月17日、音楽専科社） -　撮影：山岸伸。
- 週刊ポスト　デジタル写真集「児島美ゆき　68歳、女ざかり」（2020年5月11日、小学館） -　撮影：山岸伸。
- 週刊ポスト　デジタル写真集「児島美ゆき　70歳、ますます女ざかり」（2022年4月4日　小学館） -　撮影：山岸伸。